# Villahermosa del Río
Villahermosa del Río es un municipio de la provincia de Castellón, perteneciente a la Comunidad Valenciana, España. Está situado en la comarca del Alto Mijares y su término limita con Puertomingalvo, en la provincia de Teruel. Cuenta con una población de 490 habitantes (INE 2024). Se trata de un municipio hispanófono, en el que el español cuenta con el predominio lingüístico reconocido legalmente.

## Geografía
Villahermosa del Río está situada en la falda de una colina en la confluencia de los ríos Carbo y Villahermosa.
Se accede a esta localidad desde Castellón de la Plana, tomando la CV-10 para enlazar con la CV-16 y luego  alcanzar la CV-190 finalizando en la CV-175.

### Barrios y pedanías
En el término municipal de Villahermosa del Río se encuentran también los siguientes núcleos de población:
- Bibioj.
- El Carbo.
- Llano de la Cañada.
- La Riera.
- El Mas de Peña

### Localidades limítrofes
El municipio colinda con Cortes de Arenoso, Zucaina, el Castillo de Villamalefa, Vistabella del Maestrazgo y Chodos todas de la provincia de Castellón. Puertomingalvo y Linares de Mora, en la provincia de Teruel, Aragón.

## Historia

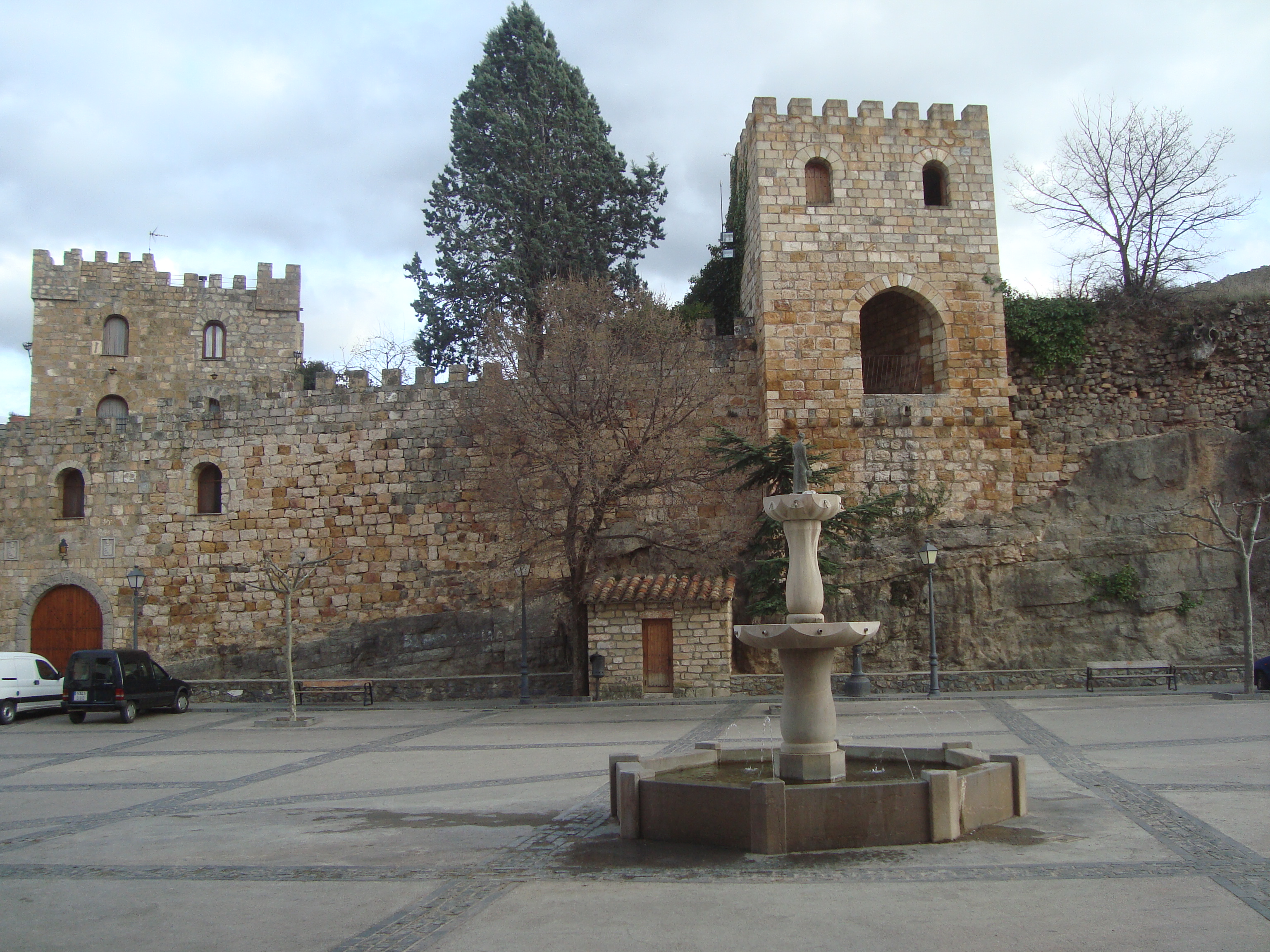
Castillo carlista de Villahermosa del Río

De origen musulmán, pertenecía al señorío de Zayd Abu Zayd, último gobernador almohade de Valencia y aliado del rey Jaime I de Aragón. El 6 de marzo de 1208 estaba incluido dentro de la carta Puebla de Castelvispal y entre 1229 y 1232 Abu Zayd logró conquistarlo. En 1243, Abú Zayd le concede carta de población, según el fuero de Daroca. Más tarde fue incorporada a la Corona siendo la sede del ducado de Villahermosa título instituido por Jaime I de Aragón en el año 1259. Según otras fuentes, el título nobiliario fue creado por el rey Juan II de Aragón mucho más tarde. 
El pueblo fue destruido en el curso de los combates habidos en la Guerra de Sucesión. Durante las guerras carlistas fue un importante foco de actividad militar.
Hasta la reforma de la nomenclatura municipal de 1916 el municipio se llamaba simplemente Villahermosa. En dicha fecha su nombre fue modificado por el de Villahermosa del Río.

## Administración
| Periodo   | Nombre                     | Partido |
| --------- | -------------------------- | ------- |
| 1979-1983 | Marcelino Bou Porcar       |         |
| 1983-1987 | José García Guillamón      |         |

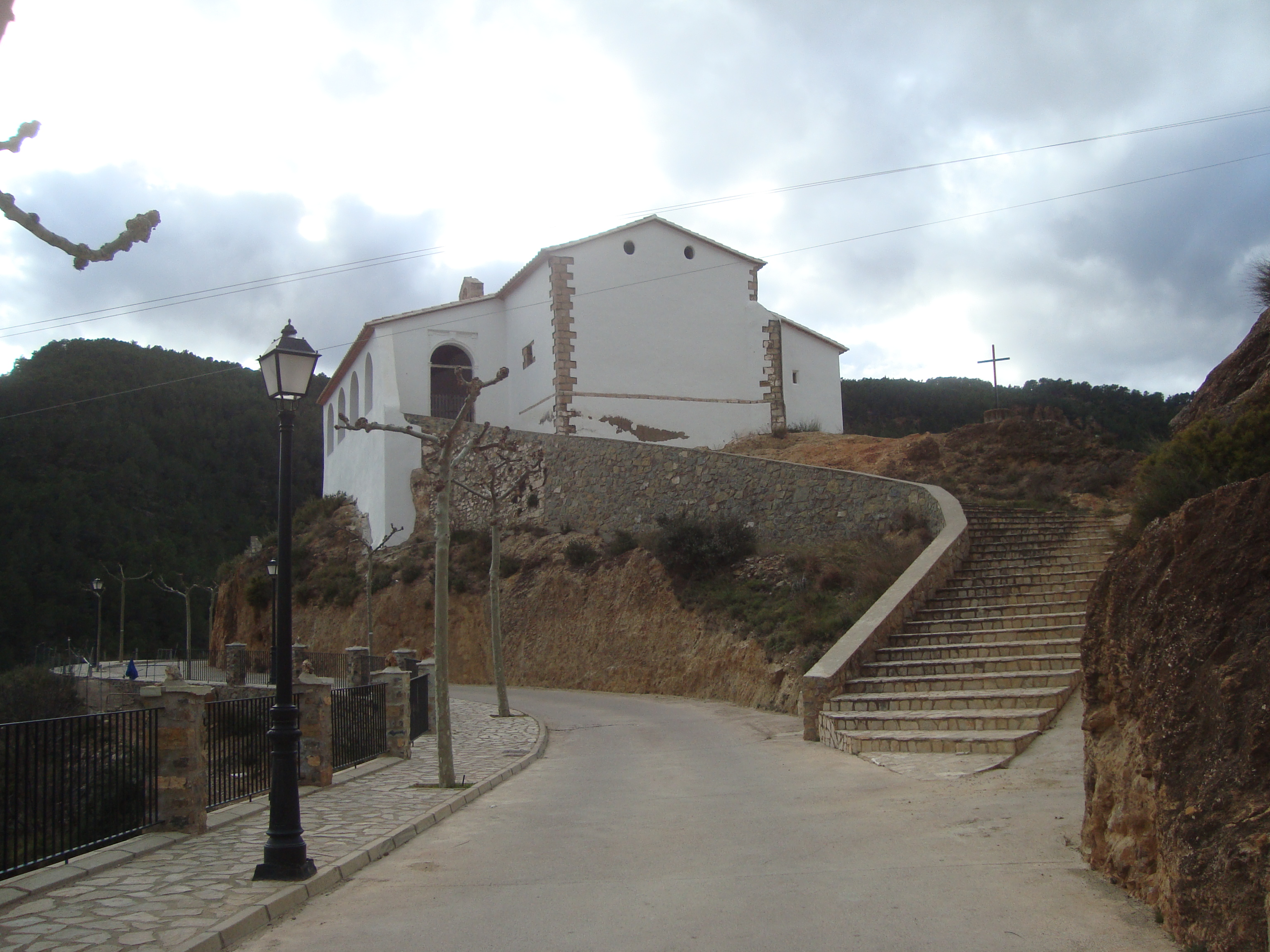
Ermita de San Antonio Abad

| 1987-1991 | Gabriel Guillamón Castillo | PP      |
| 1991-1995 | Luis Rubio Catalán         | PP      |
| 1995-1999 | Luis Rubio Catalán         | PP      |
| 1999-2003 | Luis Rubio Catalán         | PP      |
| 2003-2007 | Luis Rubio Catalán         | PP      |
| 2007-2011 | Luis Rubio Catalán         | PP      |
| 2011-2015 | Luis Rubio Catalán         | PP      |
| 2015-2019 | Luis Rubio Catalán         | PP      |
| 2019-2023 | Luis Rubio Catalán         | PP      |

## Demografía

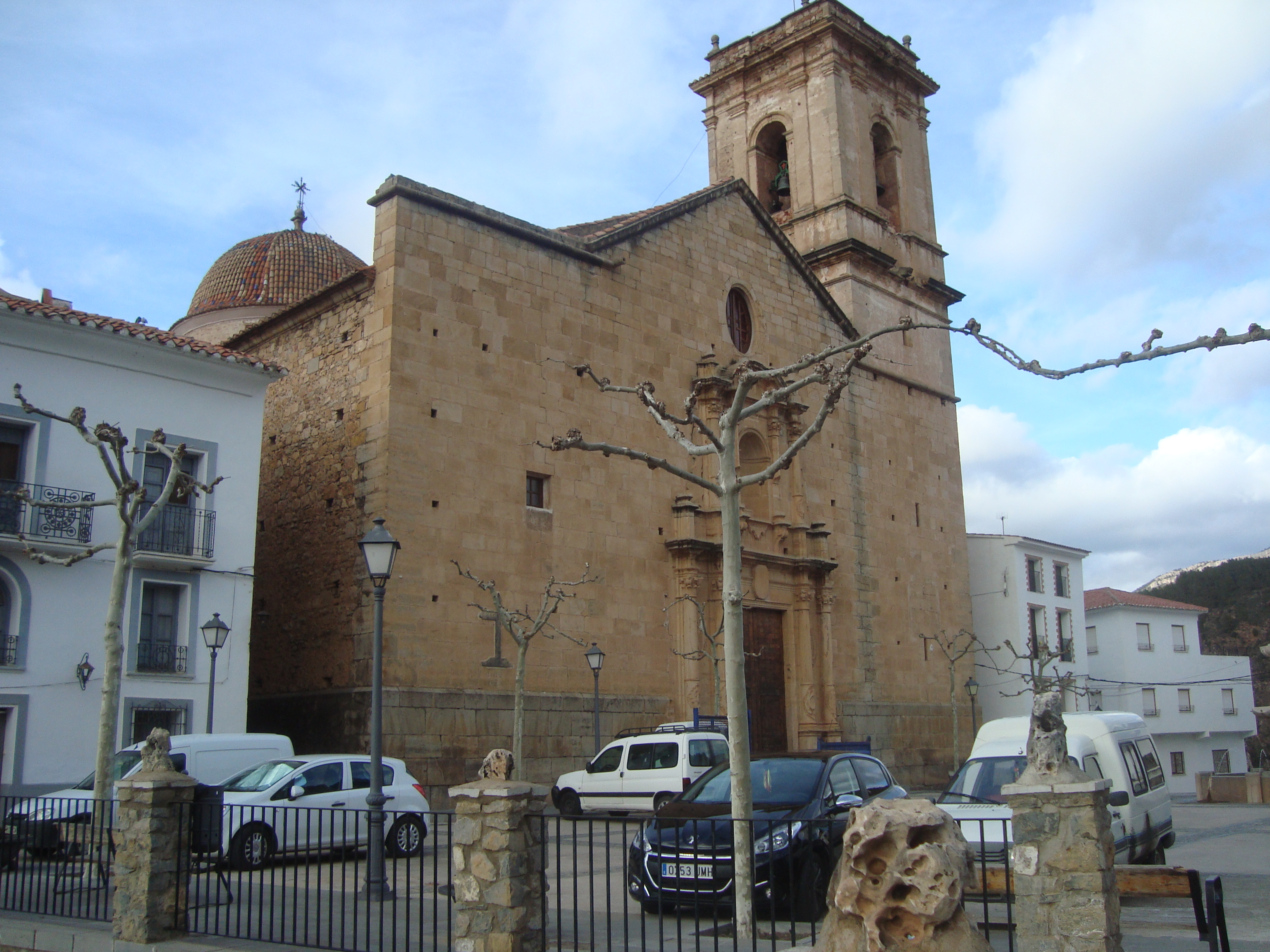
Parroquia de Villahermosa del Río

Villahermosa del Río cuenta con una población de 490 habitantes (INE 2024).
| Gráfica de evolución demográfica de Villahermosa del Río entre 1842 y 2021 |
| |
| Población de derecho según los censos de población del INE Población de hecho según los censos de población del INEEn estos censos se denominaba Villahermosa: 1842, 1857, 1860, 1877, 1887, 1897, 1900 y 1910. |

## Economía
Tradicionalmente basada en la agricultura y la ganadería. Existían talleres artesanales de objetos de mimbre y de cuero.

## Monumentos

### Monumentos religiosos

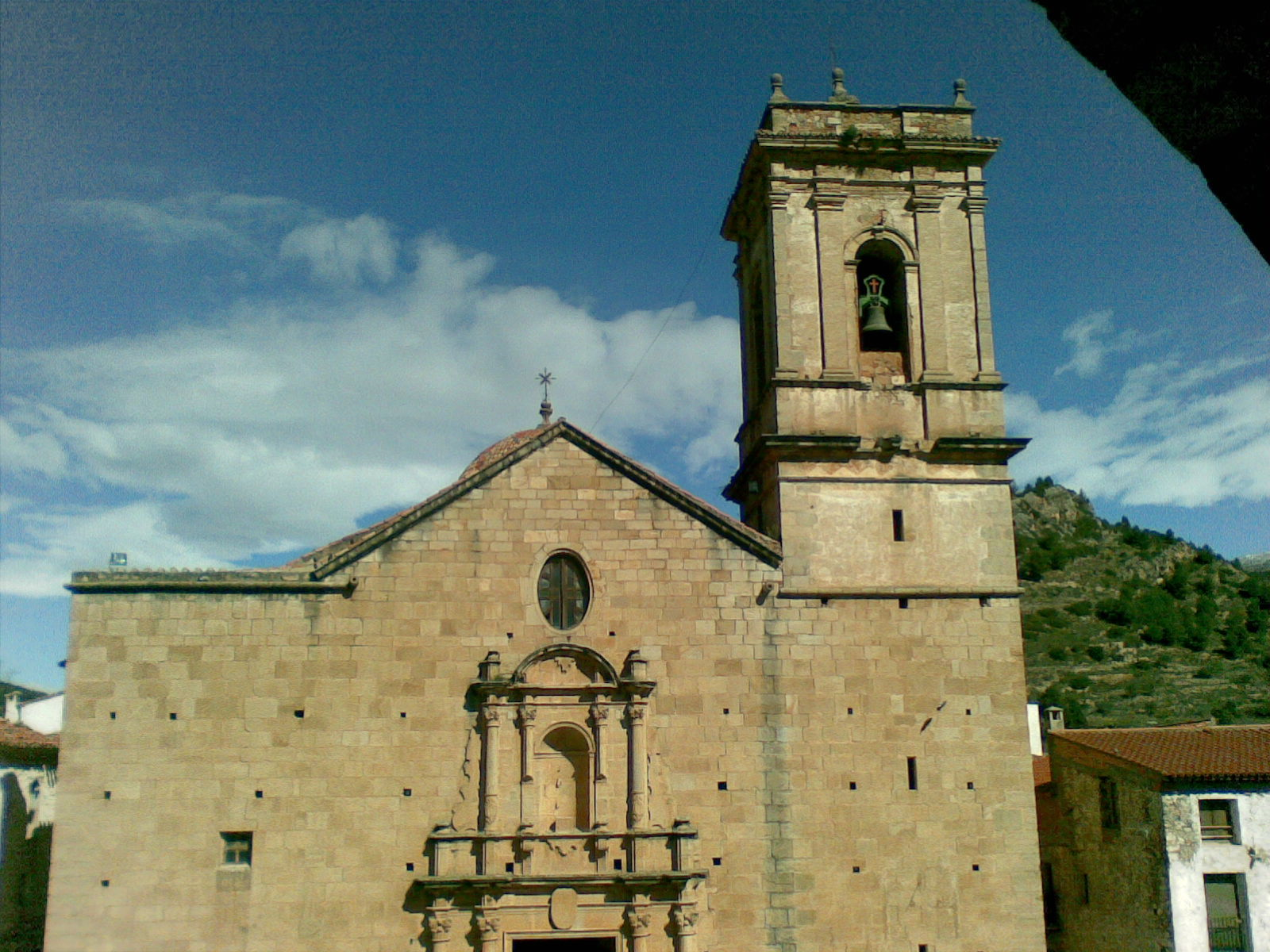
Iglesia de San Bartolomé

- Iglesia parroquial. Dedicada a Nuestra Señora de la Natividad. Conserva una talla de José Esteve Bonet y una singular colección de retablos medievales adjudicadas al Maestro de Villahermosa.
- Ermita de San Bartolomé. Edificio de interés arquitectónico, en el cual está enterrado el compositor barroco José Pradas Gallén.
- Ermita de San Antonio.
- Ermita del Calvario.

### Monumentos civiles
- Ayuntamiento. Edificio de interés arquitectónico.
- Puente gótico-romano sobre el Río Carbo.
- Nevera del Mas de Penyagolosa.

### Monumentos militares

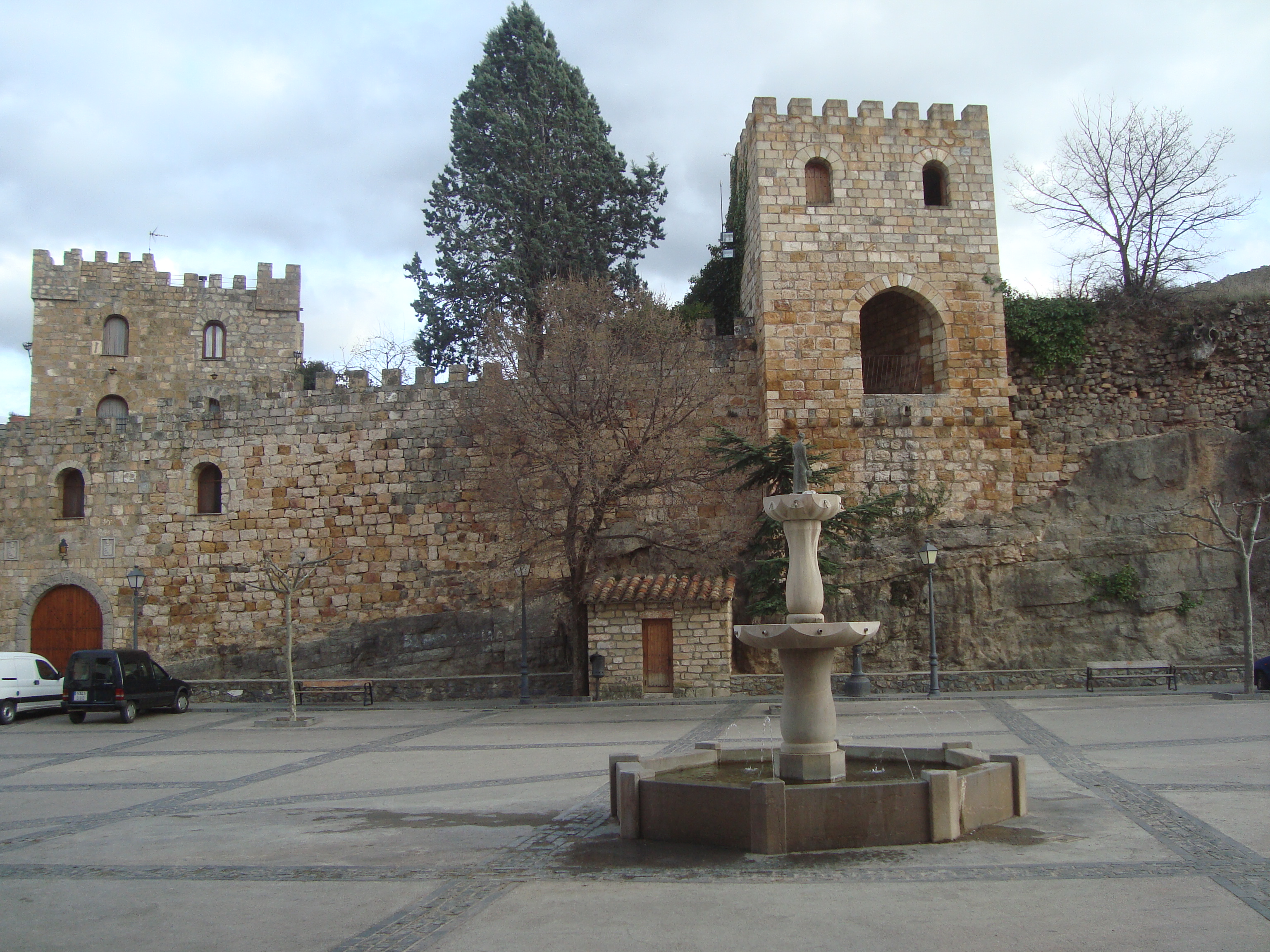
Castillo de Villahermosa del Río.

- Castillo.

## Lugares de interés
- Peñagolosa (1814 m) y parque natural del Peñagolosa.
- Altís (1312 m)
- Salvatierra (1045 m)
- Nacimiento río Carbo.
- Río Montaña.
- Refugio de rapaces. Situado a 1200 m de altitud en la margen derecha del río Villahermosa. Entre las especies que se pueden observar destaca el buitre leonado (Gyps fulvus), el alimoche (Neophron percnopterus) y el milano negro (Milvus migrans) entre otros.